# Emblema del Qatar
L'emblema del Qatar è il simbolo ufficiale dello Stato del Qatar, adottato nel 1976 e modificato nel 2022.

## Panoramica
L'attuale versione dell'emblema nazionale è stata svelata il 15 settembre 2022 al Museo Nazionale del Qatar. Il nuovo emblema riporta i simboli storici del Qatar presenti sullo stemma precedente: la spada del fondatore, le palme, il mare e il dhow (tradizionale barca a vela araba). Tutti gli elementi sono di colore marrone e sono piazzati su uno sfondo bianco.

## Versioni precedenti

### Versione 1976-2022
Il precedente emblema nazionale mostra due spade incrociate, bianche e ricurve in un cerchio giallo. Tra le spade c'è una barca a vela (Dhow) che naviga su onde bianche e blu accanto a un'isola con due palme. Il cerchio giallo è circondato da un cerchio aggiuntivo, diviso orizzontalmente tra i due colori della bandiera. Nella sezione bianca vi è il nome dello stato del Qatar scritto in nero e in arabo, mentre nella sezione marrone il nome ufficiale del paese è scritto con un carattere bianco in inglese.

### Versione 1966-1976
Il primo emblema dello stato del Qatar risale al 1966. Era composto da due scimitarre con al centro il nome del paese sormontate da una conchiglia di ostrica perlata, il tutto circondato da due rami di palma.
Questo emblema è stato adottato dopo che il Qatar è diventato uno stato indipendente nel 1971.

## Stemmi storici

Primo emblema utilizzato dal 1966 al 1976
Secondo emblema usato dal 1976 al 2022